# Хохский хребет
Хо́хский хребе́т (груз. ხოხის ქედი, осет. Хохы рагъ) — горный хребет в горах Кавказа, часть Бокового Кавказского хребта, проходящий по территории Грузии (Мцхета-Мтианети) и России (Северная Осетия).
Хохский хребет проходит к северу от Главного Кавказского хребта, отделённый от него Трусовским ущельем. Хребет разрезан ущельями Ардона и Терека. В его состав входят горы Казбек (5034 м), Сивераут (3767 м), Джимара (4780 м), Маилихох (4598 м); ледники: северный склон — Мидаграбин, Майли, Чата, Девдоракский; южный склон — Абано, Мна, Суатиси.
С осетинского языка «хох» переводится как «гора».